# Weißkehlarassari
Der Weißkehlarassari (Aulacorhynchus albivitta) ist eine Vogelart aus der Familie der Tukane, die im nördlichen Südamerika in gebirgigen Gegenden im westlichen Kolumbien und Venezuela und im nördlichen Ecuador vorkommt. 

## Verbreitung und Unterarten
Es werden vier Unterarten unterschieden:
- Aulacorhynchus albivitta albivitta - (Boissonneau, 1840); Ostkordillere, Cordillera de Mérida
- Aulacorhynchus albivitta griseigularis - Chapman, 1915; nördliche Westkordillere
- Aulacorhynchus albivitta lautus - Bangs, 1898; Sierra Nevada de Santa Marta
- Aulacorhynchus albivitta phaeolaemus - Gould, 1874; Westkordillere

## Merkmale
Der Weißkehlarassari erreicht eine Länge von 33 bis 38 Zentimeter und ein Gewicht von 160 bis 230 Gramm und ist überwiegend grün gefärbt, wobei Bauch und Brust etwas heller sind als der Rücken und die Oberseiten der Flügel. Männchen und Weibchen unterscheiden sich nur wenig; die Weibchen sind in der Regel kleiner und ihr Schnabel ist kürzer. Der Schnabel ist schwarz mit einem gelben Streifen im oberen Bereich des Oberschnabels und einem senkrechten weißen oder kastanienbraunen Band an der Schnabelbasis. Bei den Unterarten A. a. albivitta und A. a. phaeolaemus ist der Streifen an der Schnabelbasis kastanienbraun. Die Kehle der Nominatform (A. a. albivitta) ist weiß, A. a. lautus hat eine hellblaue Kehle, A. a. phaeolaemus eine hellgraue und bei A. a. griseigularis ist die Kehle grau. Rund um die Augen ist die Haut unbefiedert und gelb bis orange, die Federn unmittelbar um den unbefiederten Augenring sind blau. Die Beine sind olivgrün, die Unterseiten der Zehen sind dunkelgelb.

Das Verbreitungsgebiet des Weißkehlarassaris in den nördlichen Anden

## Lebensraum und Lebensweise
Über die Lebensweise des Weißkehltukans ist nur wenig bekannt. Die Vögel sind Standvögel und leben gesellig in kleinen Gruppen.  Wie andere Grünarassaris ernähren sie sich einer Vielzahl von Früchten, Wirbellosen und kleinen Wirbeltieren. Die Nahrung wird vor allem in den mittleren bis oberen Etagen des Waldes gesucht. In Kolumbien und Venezuela dauert die Brutzeit von Januar bis September, in Ecuador von September bis November. Wie andere Vertreter der Tukane nistet der Weißkehltukan in einer Baumhöhle.

## Systematik
Der Weißkehlarassari wurde 1882 durch die französischen Ornithologen Auguste Boissonneau als Pteroglossus albivitta erstmals wissenschaftlich beschrieben. Er galt lange Zeit als conspezifisch mit dem Laucharassari (Aulacorhynchus prasinus), heute wird er jedoch als eigenständige Art eingestuft.

## Gefährdung
Die IUCN stuft den Weißkehlarassari als ungefährdet (least concern) ein. Genaue Bestandszahlen liegen jedoch nicht vor.